# Кимет Фетаху
Кимет Фетаху је доктор наука, универзитетски професор и Македонац из Албаније. Ради као професор и шеф катедре на Рударско-геолошком факултету у Тирани.
Фетаху је председник Македонског друштва са Голог Брда "Мир", координатор македонских организација у Албанији, и директор албанског Центра за етничка истраживања. Био је и независан кандидат за албански парламент.